# Калмыцко-Астраханская рисовая оросительная система
Калмыцко-Астраханская рисовая оросительная система (КАРОС) — оросительная система на юге Европейской части России, в Астраханской области и Калмыкии. Представляет собой сеть искусственных каналов и соединённых между собой водоёмов. Строилась для обводнения рисовых полей. Построена в 1989 году.

## Общая характеристика
Забор воды осуществляется плавучими насосными станциями, расположенными у села с. Чёрный Яр и подающими воду в Черноярское водохранилище. Из водохранилища насосная станция второго подъёма подаёт воды в Калмыцкий магистральный канал (КМК), имеющий земляное русло и протяжённость 35 км. Расход воды в концевой части канала равен 20 м³/сек.
Орошаемые территории — северо-восток Калмыкии, юго-западная часть Черноярского района Астраханской области.

## Проблемы
1. Засоление земель
2. Большая часть орошаемых земель не используется по назначению

## Входящие водоёмы
1. р. Волга
2. канал «Машинный»
3. водохранилище «Кривая лука»